# Trafačka

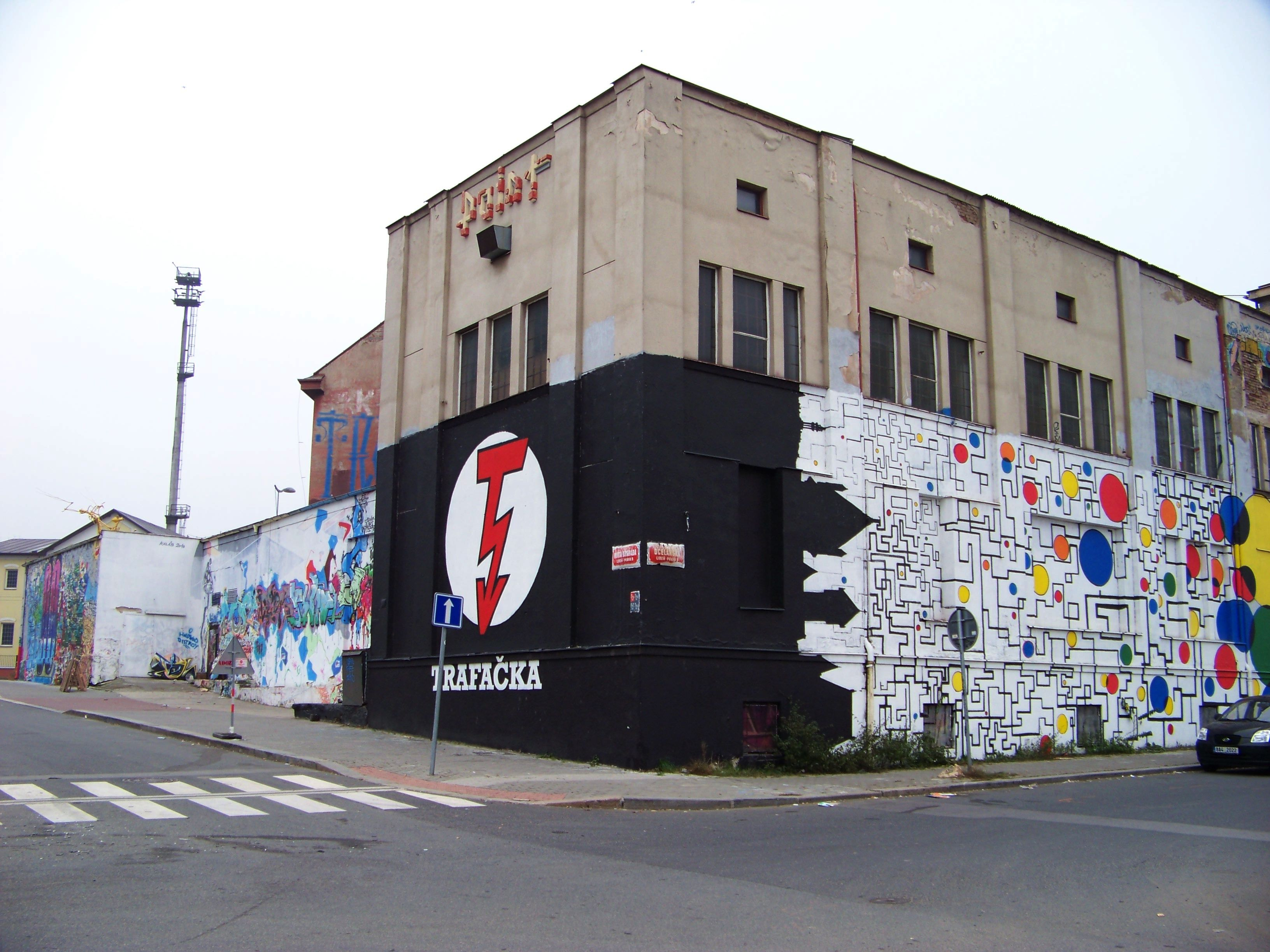
Nároží ulic Ocelářské a Kurta Konráda

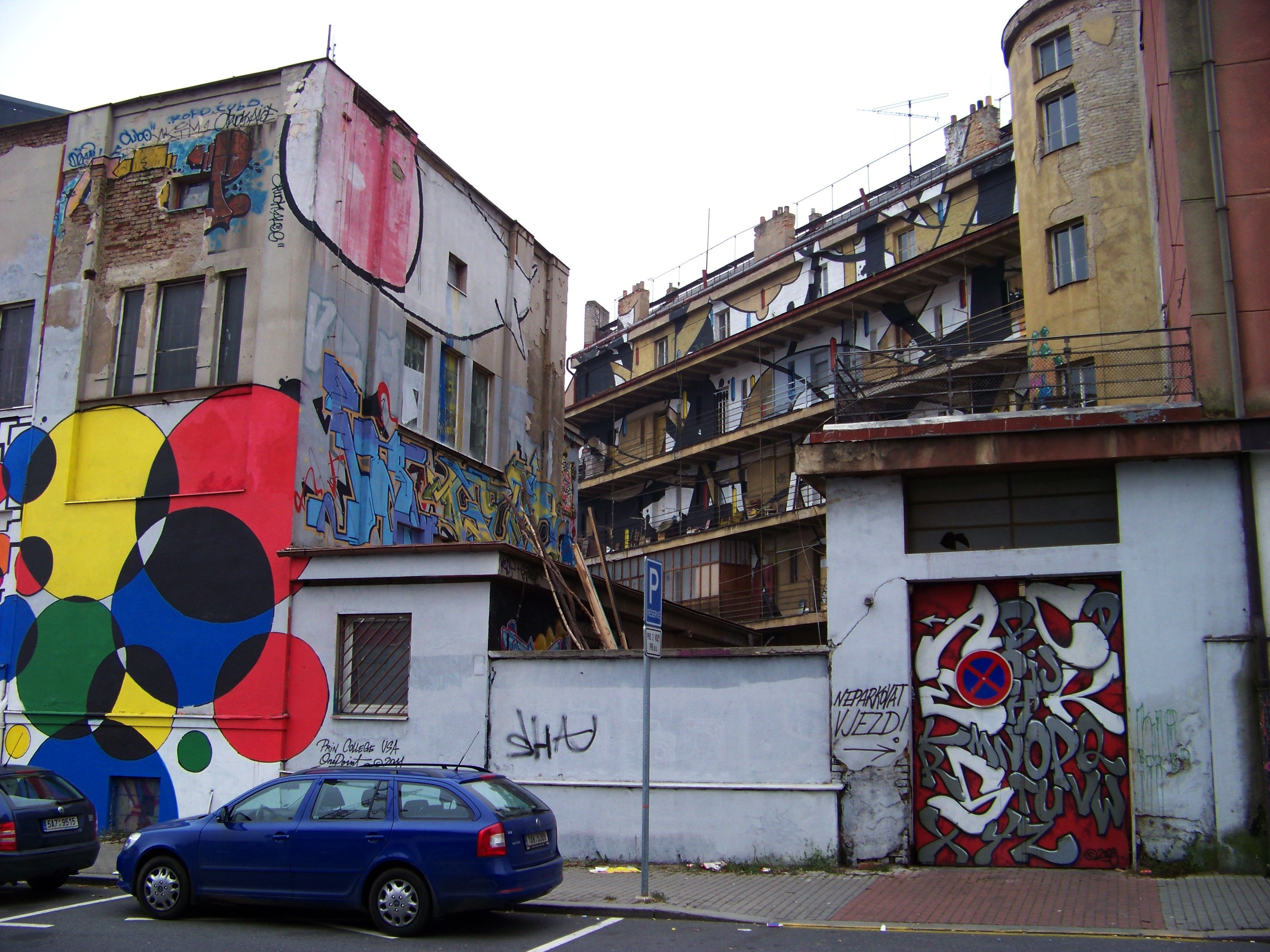
Průhled z Ocelářské ulice na pavlače jižního křídla

Trafačka byla budova bývalé trafostanice a elektrorozvodny ČKD v Praze 9-Libni, která od 5. prosince 2006 do 14. prosince 2014 sloužila i s přilehlým domovním blokem jako alternativní kulturní a rezidenční centrum současného umění. V části přízemí činžovního domu fungovala restaurace. Celý trojúhelníkový blok měl jediné společné číslo popisné 213 a stál mezi ulicemi Českomoravská (čo. 13), Kurta Konráda a Ocelářská (čo. 2) vedle nákupního centra Galerie Harfa.

## Teslova rozvodna a měnírna
Transformační stanice vznikla v letech 1921–1924. Objekt rozvodny byl zničen při náletu v březnu 1945, měnírna ukončila provoz v 60. letech 20. století.

## Kulturní centrum

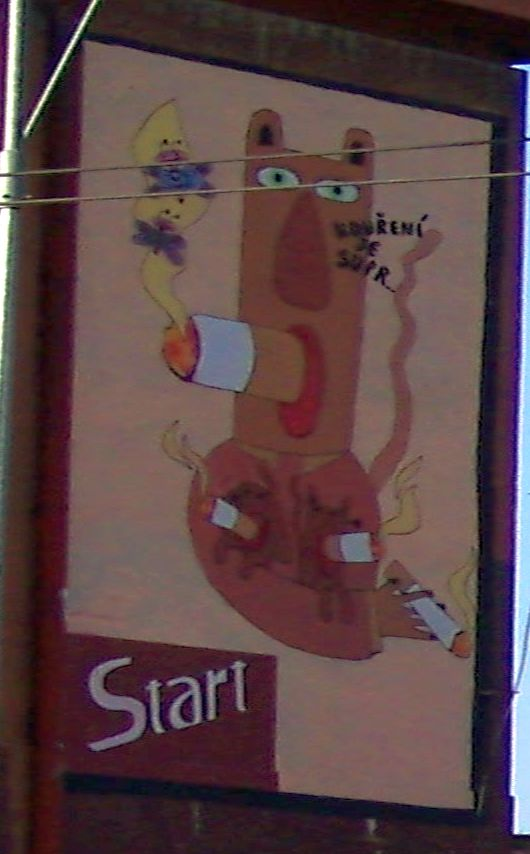
„Kouření je supr,“ malba na východním štítu jižního křídla

Byla zde velkokapacitní hala otevřená projektům nejrůznějšího druhu (od koncertů, módních přehlídek až po divadelní představení a různé umělecké festivaly) a oddělený výstavní prostor, Galerie Trafačka. 

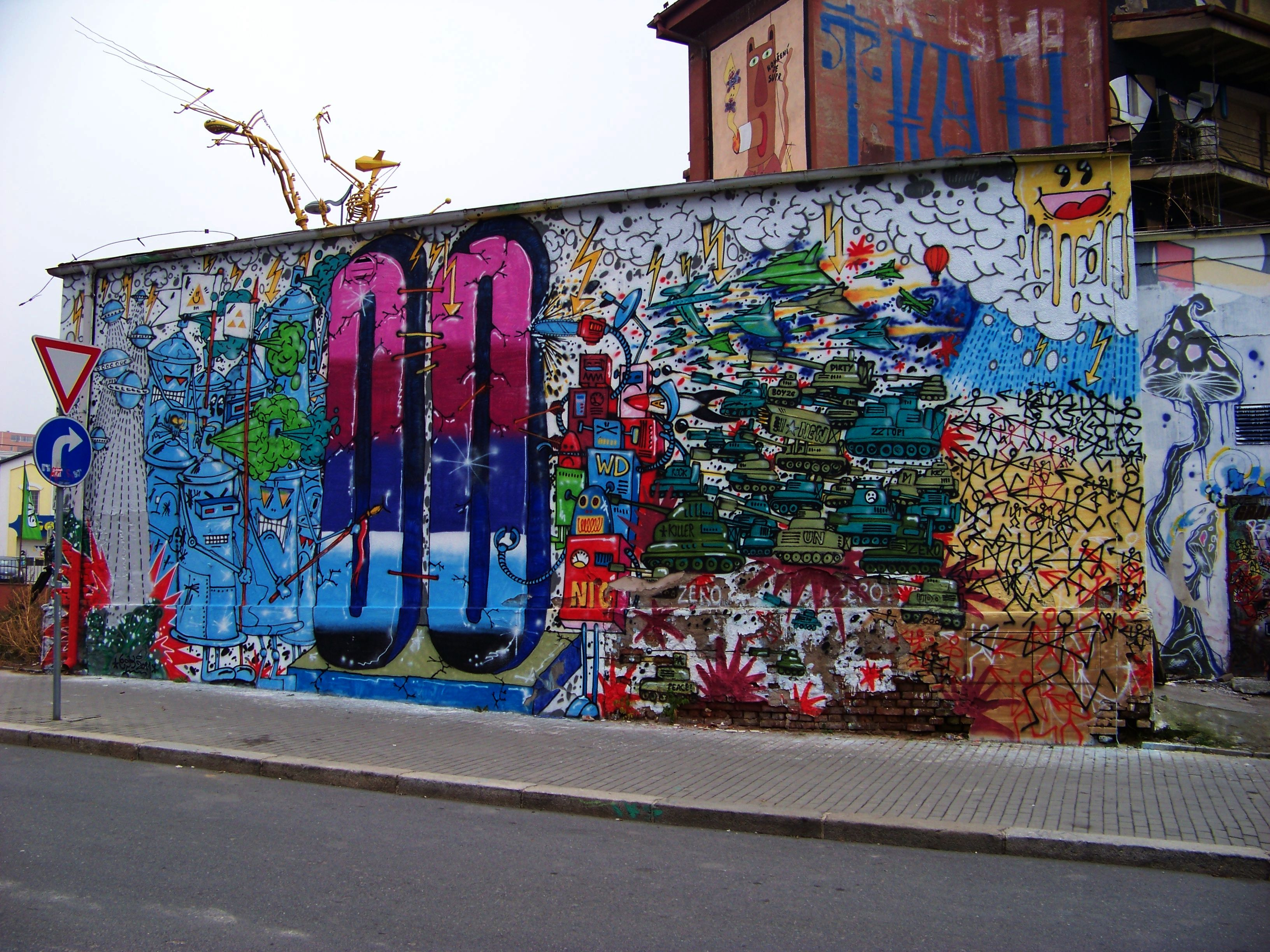
Malba na zdi do ulice Kurta Konráda

Galerijní program nebyl striktně koncepčně vymezen, střídali se tu ale vesměs hlavně mladí a začínající autoři. Tento trend čas od času narušili i autoři známí, umělci, pro které je Trafačka inspirativním prostředím (Martha Cooperová, Lenka Klodová, Pavel Mára atd.). Mnozí, kteří zde začínali, dnes již vystavují v renomovaných pražských galeriích nebo se účastní nejrůznějších světových přehlídek současného umění. V pavlačovém domě, který tvořil jižní křídlo objektu, se nacházelo 31 ateliérů. Rezidenční ateliéry zde měli Terezie Honsová, Stanley Povoda, H3T architekti, Anja Kaufmann, Jakub Janovský, Martina Chloupa, Jan Vlček, Aleš Zemene, Jana Polášková, Tereza Greschnerová, Matěj Hájek, Epos 257, Aleš Brázdil, Jan Zdvořák, Pavel Šebek a další.

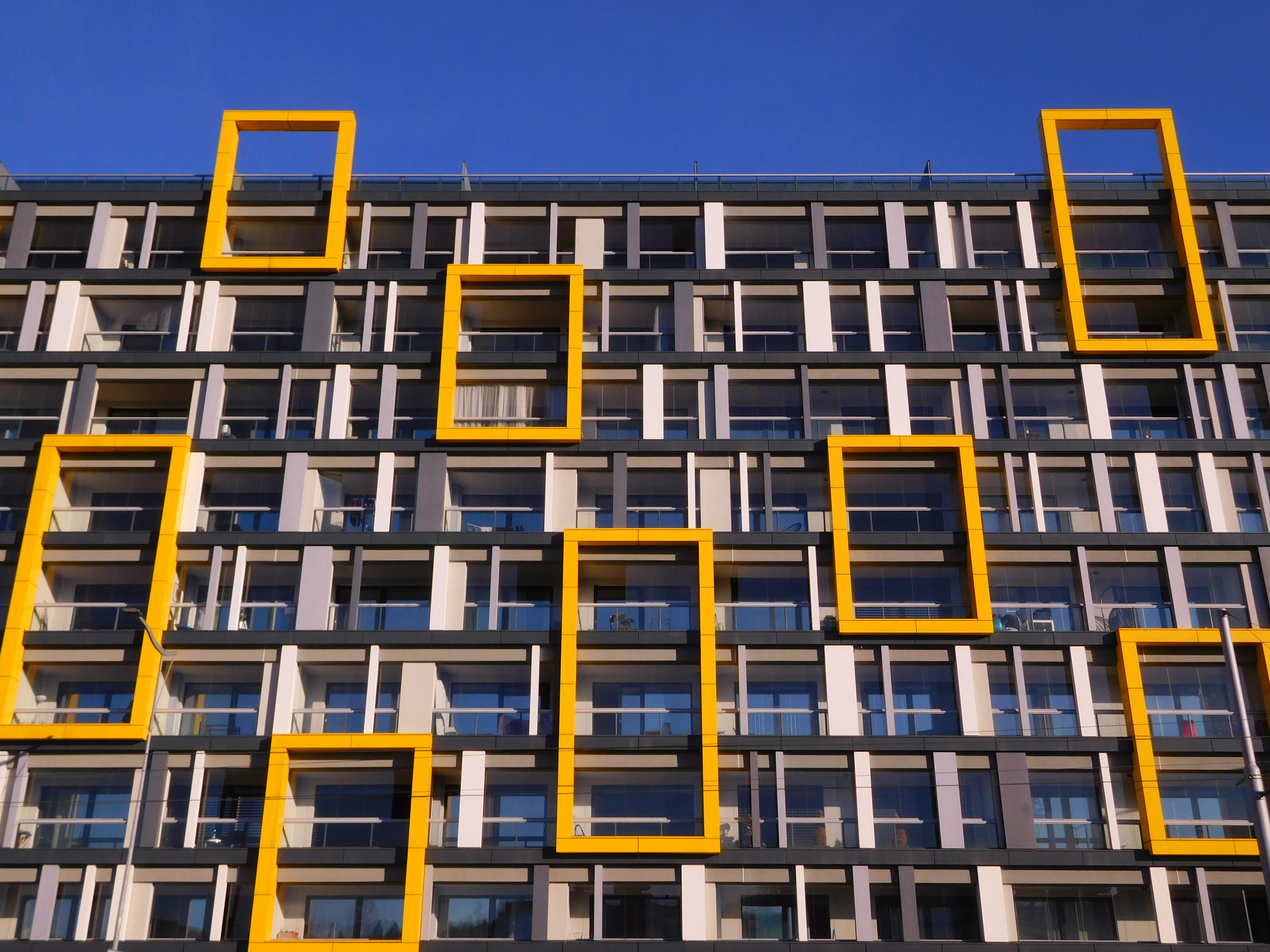
Fasáda Harfa Design Residence, která vyrostla na místě Trafačky

Od léta 2011 se část rezidentů přesunula do nového prostoru Trafo Studia, které bylo zrekonstruováno pro kulturní účely. Ateliéry si tu zřídili Jan Kaláb, Jakub Nepraš, Michal Cimala, Terezie Honsová a Matěj Hájek, posléze i Josefína Jonášová, Tomáš Skála a Jakub Roztočil. Vzhledem k menší kapacitě bývalé barvírny Studio sloužilo ke komornějším výstavám, projekcím, koncertům nebo workshopům, jako např. cyklus přednášek Fresh Eye. V prostoru Studia Trafo existoval rezidenční ateliér pro zahraniční umělce, jehož činnost byla zahájena v roce 2012. Od té doby působili např. Kanaďan David Spriggs, Portugalec Carlos No, Kanaďan Paul Aloisi či Brazilec Leo Stroka.
Tvář Trafačky se průběžně měnila s přibývajícími i ubývajícími umělci. Jak je ale patrno i z jejího „opláštění,“ nezapřela své původní zaměření na graffiti, street art, konceptuální umění a kulturu do it yourself.
Od roku 2006 do roku 2014 proběhlo v prostorách Trafačky více než 150 výstav, koncertů, workshopů, festivalů, přehlídek, projekcí a divadelních představení. V roce 2011 zde proběhlo zakončení česko - německého projektu Bohemica a závěrečná výstava na níž participoval i Julius Popp s instalací bit.fall, a probíhaly jízdy Prahou s bit.course: https://www.youtube.com/watch?v=Doomq9Ez_qQ . V roce 2012 zde například vznikala vosková plastika Srdce pro Václava Havla.

## Ukončení činnosti a současnost
Budoucnost objektu byla od počátku nejistá, už při zahájení činnosti v roce 2006 developer plánoval, že ji zbourá do roka. Proto se také již tehdy vystěhovali původní obyvatelé pavlačového domu. Developerské plány v roce 2007 narušila finanční krize.
Pražská správa nemovitostí a. s. v roce 2014 vypověděla nájemní smlouvu. V listopadu 2014 sdružení oznámilo, že současní rezidenti zatím neúspěšně hledají nové prostory pro svou činnost. Poslední vernisáž se konala 5. prosince 2014, definitivní ukončení činnosti bylo oznámeno na 14. prosince 2014.
Umělci se vystěhovali v lednu 2015. Pozemek na jaře 2015 koupila developerská společnost Central Group a v druhé polovině roku 2015 proběhla demolice celého bloku. V dubnu 2018 byly zahájeny stavební práce na novém objektu. Do roku 2020 zde vyrostla desetipatrová budova 'Harfa Design Residence' s více než 200 byty a komerčními prostory v přízemí.
Sdružení v roce 2015 připravilo a vydalo knihu Trafology o historii Trafačky, její atmosféře a životě v ní, a to na základě textů Jana H. Vitvara, Otto M. Urbana a rozhovorů s jednotlivými rezidenty. Křest této knihy proběhl 5. prosince 2015 u příležitosti 9. výročí založení v rámci vernisáže stejnojmenné výstavy v galerii Ex Post na Novém Městě. 
Od září 2016 Trafačka pod názvem Trafo Gallery působí v hale 14 Pražské tržnice.